# Levellers (banda)
Levellers (también conocidos como The Levellers) es una banda de rock formada en 1988 en Brighton, Inglaterra, el grupo es conocido por el sencillo de 1997 titulado "What a Beautiful Day".
El grupo se caracteriza por una temática en sus letras anarquista, pero también enfoca temas sobre la alegría, la diversión, la fantasía, la historia, la vida, entre otros.
Levellers es considerado de culto, y conocido por muchas personas como un grupo importante, a pesar de su poco éxito, también forma parte de la escena de la música folk en el Reino Unido.

## Integrantes

### Formación actual
- Mark Chadwick - vocalista, guitarra, banjo, armónica
- Jeremy Cunningham "Jez" - bajo, guitarra, buzuki, vocal de apoyo
- Charlie Heather - batería, percusión
- Jonathan Sevink - viola de arco, violín, flauta irlandesa, secuenciador, sample loop
- Simon Friend - guitarra, banjo, mandolina, armónica, vocal de apoyo
- Matt Savage - teclados, vocal de apoyo

### Exintegrantes
- David Buckmeister - guitarra (1988 - 1989)
- Alan Miles - guitarra, mandolina, armónica, vocal de apoyo (1989 - 1990)

## Discografía

### Álbumes de estudio
- 1990: "A Weapon Called the Word"
- 1991: "Levelling the Land"
- 1993: "Levellers"
- 1995: "Zeitgeist"
- 1997: "Mouth to Mouth"
- 2000: "Hello Pig"
- 2002: "Green Blade Rising"
- 2005: "Truth and Lies"
- 2008: "Letters from the Underground"
- 2012: "Static on the Airwaves"
- 2018: "We the Collective"

### Compilaciones
- 2001: "Special Brew"
- 2009: "Live at the Royal Albert Hall"
- 2011: "Levelling The Land Live"

### Sencillos
- "Carry Me"
- "Outside/Inside"
- "World Freak Show"
- "Together All the Way"
- "One Way"
- "Far From Home"
- "15 Years"
- "Belaruse"
- "This Garden"
- "5 Songs"
- "Julie"
- "Hope St."
- "Fantasy"
- "Just the One"
- "Exodus"
- "What a Beautiful Day"
- "Celebrate"
- "Dog Train"
- "Too Real"
- "Bozos"
- "One Way '98"
- "Happy Birthday Revolution"
- "Come On"
- "Wild As Angels"
- "Make U Happy"
- "Last Man Alive"
- "A Life Less Ordinary" / "The Cholera Well" (Descarga que fue gratuita en el 2008)
- "Burn America Burn" (Descarga que fue gratuita en el 2008)
- "Before the End"
- "Truth Is"
- "After The Hurricane"
- "We Are all Gunmen"
- "The Recruiting Sergeant"